# II век до н. э.
II (второ́й) век до на́шей э́ры по пролептическому юлианскому календарю — век с 1 января 200 года до н. э. по 31 декабря 101 года до н. э. Это 9-й век 1-го тысячелетия до н. э. Ему предшествовал III век до н. э., за ним следовал I век до н. э. Закончился 2125 лет назад.

## Основные события
- 146 год до н. э. — разрушен Карфаген.
- Расширение Римской республики.
- Открытие Великого Шёлкового Пути.
- Луций Опимий, получив от Сената чрезвычайные полномочия, ввёл в Рим отряд критских стрелков, с помощью которых расправился с Марком Фульвием, Гаем Гракхом и их сторонниками.

## Важные персоны: греко-римский мир
- Агесандр Родосский, древнегреческий скульптор.
- Александр из Антиохии на Меандре, древнегреческий скульптор.
- Гиппарх, древнегреческий астроном, астролог, географ и математик, основоположник астрономии.
- Гостиус, древнеримский эпический поэт.
- Марк Порций Катон Старший «Цензор», римский политик, сторонник сохранения римской культуры, оставил сочинение по сельскому хозяйству и экономике «О земледелии».
- Публий Корнелий Сципион Африканский Старший, римский полководец Второй Пунической войны и политик.
- Публий Корнелий Сципион Эмилиан Африканский, римский полководец Третьей Пунической войны, взявший и разрушивший Карфаген.
- Тиберий Семпроний Гракх, римский политик, который провёл аграрную реформу в интересах беднейшей части населения.
- Гай Семпроний Гракх, римский политик, продолживший осуществление аграрной реформы Тиберия.
- Луций Акций, римский драматург и филолог.
- Тит Макций Плавт, римский драматург.
- Публий Теренций Афр, римский драматург.

## Важные персоны:Азия
- Арташес I (ум. ок. 160 год до н. э.) — основатель династии Арташесидов, царь Великой Армении (189 — ок. 160 год до н. э.).
- Семь святых мучеников Маккавеев: Авим, Антонин, Гурий, Елеазар, Евсевон, Алим и Маркелл, мать их Соломония и учитель их Елеазар.
- II век (традиционно 392—291 до н. э.) — 6-й император Японии Коан.
- II век (традиционно 290—215 до н. э.) — 7-й император Японии Корэй.
- II век (традиционно 215—158 до н. э.) — 8-й император Японии Когэн.

## Открытия, изобретения
- Великий Шёлковый Путь, соединяющий Европу с Азией.
- Цуцзю.